# Joanna Piasecka
Joanna Piasecka (nacida como Joanna Urbańska, Łódź, 24 de mayo de 1971) es una deportista polaca que compitió en lucha libre. Ganó una medalla de oro en el Campeonato Mundial de Lucha de 1997 y una medalla de bronce en el Campeonato Europeo de Lucha de 1996.

## Palmarés internacional
| Campeonato Mundial | Campeonato Mundial         | Campeonato Mundial | Campeonato Mundial |
| Año                | Lugar                      | Medalla            | Categoría          |
| ------------------ | -------------------------- | ------------------ | ------------------ |
| 1997               | Clermont-Ferrand (Francia) | Medalla de oro     | 51 kg              |
| Campeonato Europeo |                            |                    |                    |
| Año                | Lugar                      | Medalla            | Categoría          |
| 1996               | Oslo (Noruega)             | Medalla de bronce  | 50 kg              |